# Austhamaren
Der Austhamaren (norwegisch für Osthammer) ist ein 2060 m hoher Berg im ostantarktischen Königin-Maud-Land. Er ragt östlich des Gletschers Byrdbreen im Gebirge Sør Rondane auf.
Norwegische Kartografen benannten den Berg deskriptiv und nahmen 1947 anhand von Luftaufnahmen der Lars-Christensen-Expedition 1936/37 sowie 1957 anhand von Luftaufnahmen der US-amerikanischen Operation Highjump (1946–1947) Kartierungen vor.